# Biblioteca Virtual Miguel de Cervantes
La Biblioteca Virtual Miguel de Cervantes és una biblioteca espanyola que reuneix obres hispàniques en internet. Té com a objectiu principal la difusió de la cultura dels països castellanoparlants.
Va ser creada en 1999 per iniciativa de la Universitat d'Alacant i amb el patrocini del Banco Santander i la Fundació Marcelino Botín. Actualment és gestionada per una fundació que presideix Mario Vargas Llosa. La idea original del projecte la va concebre Andrés Pedreño Muñoz, rector de la Universitat d'Alacant en aquest moment, inspirada en el concepte de biblioteca digital d'algunes universitats nord-americanes. Ell va ser qui va presentar a Emilio Botín, president del Banco Santander un projecte pioner en digitalització d'obres de referència hispanes, alguna cosa que des de primer moment va entusiasmar al màxim responsable del Santander i li va donar el seu respatller.
Un consell científic, dirigit per Darío Villanueva Prieto, avala el rigor de la biblioteca.
El seu catàleg està compost per 198.000 registres bibliogràfics, dels quals uns 60.000 són llibres, encara que també ofereix estudis crítics i de recerca, materials històrics, periòdics i revistes, audiovisuals, arxius sonors, vídeos en llengua de signes espanyola, etc. Es tracta principalment d'obres antigues, pertanyents al domini públic, però també d'obres actuals de joves autors com Itziar Pascual, Mariam Budia o Carles Batlle, entre d'altres, incloses al portal d'Autors de Teatre.
La Biblioteca Virtual Miguel de Cervantes és una eina per a l'aprenentatge de les humanitats i ofereix una gran varietat de continguts i recursos educatius dirigits a la comunitat universitària i escolar. A més, reuneix un important catàleg de materials, alguns recuperats o difícils de trobar (revistes, entrevistes, fragments de muntatges teatrals, aproximacions bibliogràfiques a diferents autors…), que són un complement per al foment de la lectura i l'ensenyament de la literatura i del castellà a les aules.
La vocació humanística de la biblioteca es vincula amb el progrés tecnològic en presentar una àmplia varietat de recursos digitals: llibres en versió facsimilar, edicions en text digital, vídeo, àudio, imatges gràfiques, produccions multimèdia, periòdics i revistes. Ofereix continguts amb el màxim rigor científic i en les millors condicions tècniques per a l'usuari.
És un centre de recerca present en els principals fòrums internacionals sobre edició i publicació digital. Un equip interdisciplinari d'informàtics i filòlegs desenvolupa cercadors especialitzats i eines lingüístiques.

## Seccions

### Literatura espanyola
El portal de Literatura espanyola està dirigit pel doctor Enrique Rubio Cremades de la Universitat d'Alacant, i recull les principals obres de literatura espanyola. En el fons d'aquesta biblioteca digital destaca la Biblioteca d'Autor Miguel de Cervantes Saavedra, pàgina de referència a la Xarxa sobre la vida i obra de l'escriptor d'Alcalá de Henares.
La Història, matèria rellevant dins de la biblioteca, protagonitza portals com els dedicats a les Constitucions Hispanoamericanes i a personatges històrics com Carles V, Isabel I, Colom, Simón Bolívar, Francisco de Miranda, Palafox, Mendoza i monsenyor Óscar Arnulfo Romero, o a la història i l'arqueologia de les civilitzacions, com a Antiga. La llengua espanyola compte, així mateix, amb una secció pròpia en la qual l'usuari pot consultar estudis filològics, tractats sobre l'origen de la llengua, gramàtiques, ortografies, retòriques, poètiques i recerques i materials sobre lexicografia, terminologia, fraseologia i pragmàtica.

### Biblioteca Americana

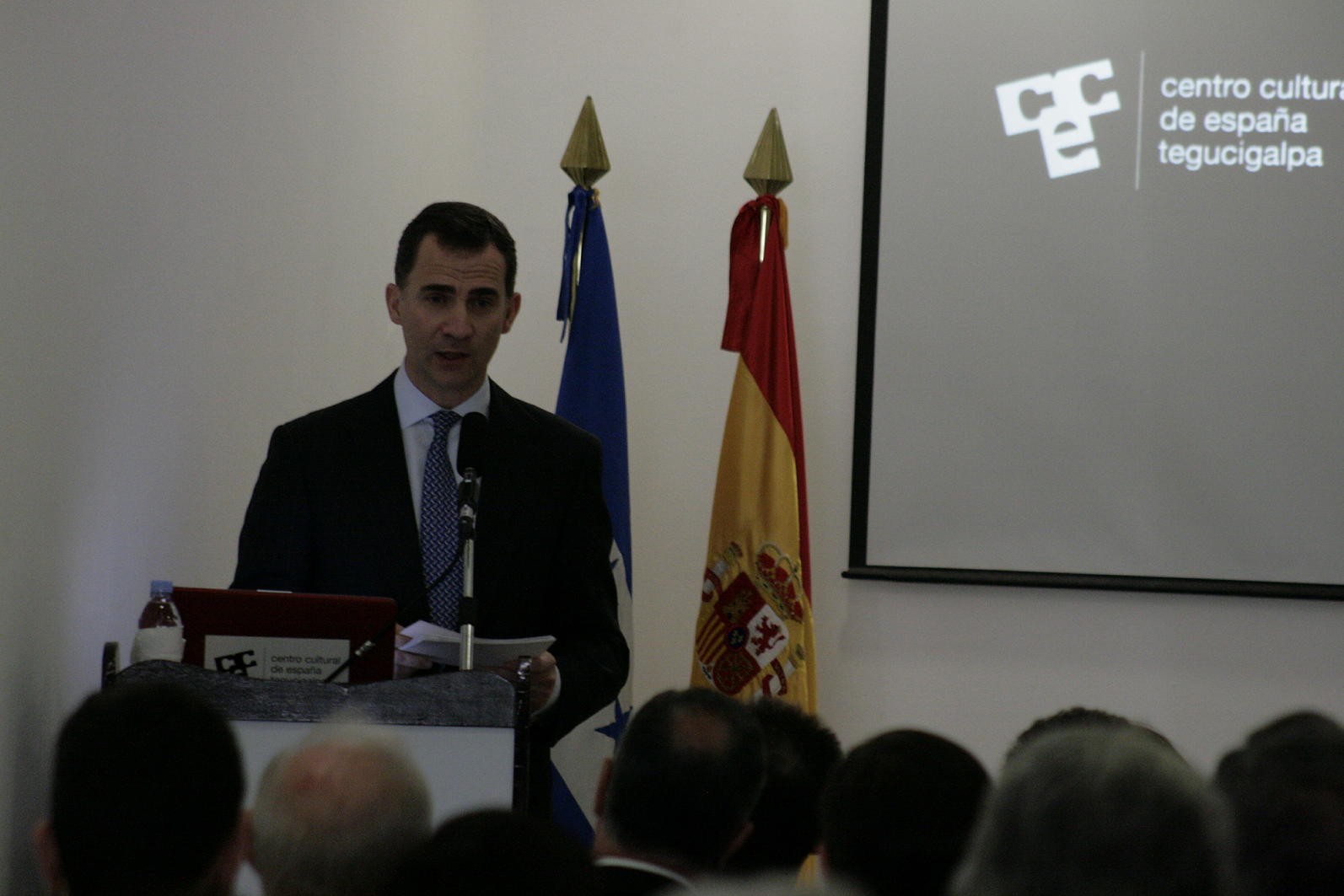
El Príncep d'Astúries al Centre Cultural d'Espanya a Tegucigalpa durant la presentació de la Biblioteca Centreamericana.

La Biblioteca Americana està dirigida per la doctora Beatriz Aracil Home, de la Universitat d'Alacant, i compta amb nombrosos fons digitalitzats de produccions hispanoamericanes. També, la riquesa de llengües d'Amèrica Llatina està present en aquest portal, ja que, si bé compta amb una majoria de textos en espanyol, presenta obres en altres idiomes com portuguès, mapudungun, quechua, guaraní, etc.
Les Biblioteques Nacionals de l'Argentina, Brasil, Xile, Mèxic, Veneçuela, Perú, l'Acadèmia Argentina de Lletres, el Col·legi de Mèxic, les fundacions Neruda (Xile) i la Fundació Nicolás Guillén (Cuba), així com diferents universitats, són institucions americanes de referència amb les quals la Biblioteca manté convenis de cooperació intercultural. Així, ofereix continguts representatius de deu països americans: Perú, Mèxic, Argentina, Brasil, Cuba, Xile, Paraguai, Veneçuela, Estats Units i l'Equador.
El 12 de gener del 2012 es va oficialitzar en un acte presidit per l'aleshores Príncep d'Astúries al Centre Cultural d'Espanya a Tegucigalpa la creació de la Biblioteca Virtual Centreamericana

### Biblioteca Joan Lluís Vives
La Biblioteca Joan Lluís Vives és el resultat del conveni signat entre la Biblioteca Virtual Miguel de Cervantes i la Xarxa d'Universitats Institut Joan Lluís Vives. Està dirigida per Llúcia Martín Pascual, de la Universitat d'Alacant. Aquesta biblioteca, l'equivalent en català a la Biblioteca Virtual Miguel de Cervantes, compta amb fons de literatura catalana medieval i contemporània.

### Biblioteca das Letras Galegas
Al portal de la Biblioteca das Letras Galegas es recullen obres en gallec i està dirigit pel doctor Anxo Tarrío Varela, de la Universitat de Santiago de Compostel·la.

### Biblioteca de signes
Està orientada a col·lectius amb discapacitats auditives i compta amb una fonoteca per a persones amb discapacitats visuals. Està dirigida per Rubén Nogueira Fos.

### Biblioteca de literatura infantil i juvenil
La producció literària infantil i juvenil, tant d'Espanya com d'Amèrica Llatina, es troba recollida en aquest portal, sota la direcció de Ramón Llorens García.

### Biblioteca Africana
El portal de la Biblioteca Africana es va inaugurar al maig de 2011 i està dirigit per la doctora Josefina Bueno Alonso, de la Universitat d'Alacant. Aquest portal és fruit del projecte d'I+D "Literaturas africanas en español: mediación literaria y hospitalidad poética desde los '90", finançat pel Ministeri de Ciència i Innovació del Govern d'Espanya.
Aquest portal sorgeix a causa de la necessitat de donar cabuda a les lletres hispanoafricanas en el conjunt de la producció hispànica. Aquest projecte pioner de la Biblioteca Africana suposa un pas en la visiblización i en la difusió de la literatura africana escrita en castellà des de territoris com Guinea Equatorial, el Marroc o el Sàhara Occidental, a causa de l'antic passat colonial espanyol. També es recullen les produccions d'altres escriptors africans que assumeixen el castellà com a llengua artística des de llocs que no van ser colònies espanyoles, com Camerun o Senegal. Igualment s'incorporen les obres d'aquells escriptors d'origen africà que escriuen des d'Espanya, en qualsevol dels idiomes oficials del país (castellà, català, gallec o basc). També s'inclouen documents i estudis que ajuden a la contextualització d'aquesta producció, a causa de l'incipient interès acadèmic i al gran desconeixement que es té sobre la literatura hispanoafricana.
Aquest corpus literari està dividit en tres grans blocs geogràfics, estudiats i editats per Dulcinea Tomás Cámara (corpus subsaharià), Isabel Álvarez Fernández (corpus sahrauí) i Enrique Lomas López (corpus magrebí), investigadors de la Universitat d'Alacant.

### Biblioteca de Traduccions Hispanoamericanes
Aquest lloc inclou una selecció d'obres de traductors hispanoamericans: l'Inca Garcilaso de la Vega, Andrés Bello, Jorge Luis Borges, Bartolomé Mitre, entre d'altres.

## Crítiques
Alguns usuaris han expressat crítiques sobre el projecte, com la impossibilitat de llegir les obres amb lectors digitals, les restriccions a la seva difusió o la dificultat per identificar l'original a partir del qual s'han creat les versions electròniques.